# Diploma de Monitor Deportivo de Fútbol Sala
El Diploma de Monitor Deportivo de Fútbol Sala es una titulación que se obtiene en España tras la realización de los correspondientes estudios federativos organizados por la Real Federación Española de Fútbol o federaciones territoriales. Se realizan a través de sus respectivos comités de entrenadores. La finalidad de este título es dotar de una formación mínima a aquellas personas que realicen labores de monitor (Entrenador de fútbol sala) en categorías inferiores de fútbol sala base.

## Habilitación
Estos estudios, enmarcados en el ámbito de la educación no formal, permitían ejercer las funciones de entrenador en determinadas categorías inferiores del fútbol sala español mediante la expedición de la licencia federativa correspondiente de "Monitor Sala (MOS)". En la temporada 2015-/2016, dicha licencia desapareció.

## Características[4]

### Requisitos
Los requisitos para obtener el Diploma de Monitor Deportivo de Fútbol Sala son los siguientes:
- Acreditar, mediante certificado médico, la aptitud para la práctica del deporte, así como los conocimientos básicos generales deportivos que se requieran.
- Estar en posesión del Graduado en Educación Secundaria Obligatoria.
- Aprobar el correspondiente curso académico.

### Plan de estudios
El curso para obtener el Diploma de Monitor Deportivo de Fútbol Sala tiene una duración de 70 horas, distribuido de la siguiente manera:
- TÉCNICA: 12 horas.
- TÁCTICA: 12 horas.
- ENTRENAMIENTO DEPORTIVO: 10 horas.
- REGLAS DE JUEGO: 10.5 horas.
- MEDICINA DEL DEPORTE: 6 horas.
- PSICOLOGÍA: 7.5 horas.
- METODOLOGÍA: 6 horas.
- DIRECCIÓN DE EQUIPOS: 3 horas.
- REGLAMENTACIÓN DEPORTIVA: 3 horas.

### Coste
El curso para la obtención del Diploma de Monitor Deportivo de Fútbol Sala tiene un coste de 150 euros.